# ميلتون مارجاي
السير ميلتون أوغستس ستريبي مارجاي (بالإنجليزية: Milton Augustus Strieby Margai)‏ (7 ديسمبر، 1895-28 أبريل، 1964) كان طبيبًا وسياسيًا سيراليونيًا شغل منصب رئيس حكومة البلاد منذ عام 1954 حتى مماته في عام 1964. حمل لقب رئيس الوزراء منذ عام 1954 حتى عام 1960، ثم أصبح رئيسًا للحكومة ابتداءً من عام 1961. درس مارجاي الطب في إنكلترا، وبعد عودته إلى موطنه أصبح ناشطًا بارزًا في مجال الصحة العامة. انخرط في السياسة باعتباره مؤسس وزعيم حزب سيراليون الشعبي. أشرف مارجاي على حصول سيراليون على الاستقلال، الذي حدث في عام 1961. توفي في منصبه عن عمر 68 عامًا، وخلفه في منصب رئيس الحكومة أخوه ألبيرت. كان مارجاي يحظى بدعم شعب سيراليون بكل طبقاته، الذين كانوا يحترمون أسلوبه المعتدل، وسلوكه الودود ودهاءه السياسي.

## نشأته
وُلد مارجاي في 7 ديسمبر عام 1895 في قرية غوبانباتوك، ضاحية مويامبا، المحافظة الجنوبية لسيراليون البريطانية لأبوين من شعوب الميندي. كان السير ميلتون الأبن الأكبر بين ثمانية عشر طفلًا. كان والده إم. إي. إس مارجاي تاجرًا ثريًا من ضاحية بونثي. كان جده زعيمًا محاربًا منديًا. في وقت ولادته، كانت سيراليون محمية بريطانية. تلقى مارجاي تعليمه الابتدائي في مدرسة الإخوة الإنجيلية المتحدة في بلدة بونتي. تخرج من مدرسة سانت إدوارد الثانوية في فريتاون.
في عام 1921، حصل على درجة البكالوريوس في التاريخ من جامعة فورا باي. التحق مارجاي بكلية الطب في إنكلترا وتخرج طبيبًا من كلية الطب جامعة دورهام (التي أصبحت فيما بعد كلية الطب في جامعة نيوكاسل) في عام 1926. التحق مارجاي أيضًا بكلية ليفربول للطب الاستوائي. أصبح أول طبيب في المحمية. كان أول رجل من المحمية يصبح طبيبًا.
كان مارجاي أيضًا يعزف على البيانو والكمان وآلة الآرغن.

## الحياة المهنية الطبية
عاد مارجاي إلى سيراليون في عام 1928 بعد أن حصل على شهادته الطبية وحظي بحياة مهنية استثنائية في الخدمة الطبية الاستعمارية. خدم في 11 من أصل 12 ضاحية في المحمية. قام بحملات إعلامية عن الرعاية الاجتماعية والنظافة.

### إصلاح صحة المرأة
درب مارجاي العاملين في مجال الرعاية الصحية لتعليم القيادات النسائية المجتمعية في ديانة الساندي لنساء الميندي. تعمل ديانة الساندي بمثابة نظام لتسهيل التعريف العملي حول القبالة التي تنتقل عبر أجيال من النساء في المنطقة. في عام 1948، كتب مارجاي مقالًا عن الشؤون الأفريقية بعنوان «عمل اجتماعي في مجتمع سري»، يناقش فيه صعوبات نشر المعرفة الطبية الإنجليزية في محمية سيراليون بسبب التقاليد المحلية.
ساعد مارجاي بتقديم التدريب في مجال الصحة والنظافة الصحية في احتفالات بدء البلوغ بالتعاون مع الجماعات النسائية المحلية. درّب أيضًا القابلات وألّف كتيب تعليمات عن القبالة باللغة المندية. النساء اللواتي دربهن مارجاي أصبحن معروفات باسم «ممرضات ماما»، وكُنّ يُحترمن بسبب براعتهن في القبالة بسبب تدريب مارجاي.

## الحياة المهنية السياسية

### أعماله الأولى
انخرط مارجاي في السياسة في ثلاثينيات القرن العشرين عندما أصبح عضوًا غير رئيس في مجلس إدارة المحمية ممثلًا لمنطقة بونتي. بحلول عام 1950، كان مسؤولًا عن جمعية منظمة سيراليون. في عام 1951، أسس مارجاي الحزب الشعبي السيراليوني القومي (SLPP) مع سياكا ستيفنز، الذي فاز بانتخابات عام 1951 للمجلس التشريعي. بعد توليه وزارات الصحة والزراعة والحراج، انتُخب مارجاي رئيسًا للوزراء في عام 1954. على الرغم من أن الحزب الشعبي السيراليوني القومي فاز بالانتخابات مجددًا عام 1957، إلا أنه في السنة التالية تحدى مارجاي في قيادة الحزب شقيقه الأصغر، ألبيرت، وعلى الرغم من أنه فاز بفارق ضئيل بالانتخابات الداخلية للحزب، رفض قيادة الحزب وغادر ليشكل حزب الشعب الوطني المعارض، وانضم إلى شقيقه في حكومة إئتلافية في عام 1960.

### الطريق إلى الاستقلال
على الرغم من أن مارجاي كان مؤيدًا لبريطانيا ومحافظًا في آرائه السياسية، شعر بأن سيراليون ستكون بحال أفضل لو أنها تصبح دولة ذات حكم ذاتي. في عام 1951، أشرف مارجاي على صياغة دستور جديد وكان ذلك بداية لعملية إنهاء الاستعمار. في عام 1953 مُنحت سيراليون صلاحيات وزارية محلية وعُيّن مارجاي رئيسًا للوزراء. كفل الدستور الجديد لسيراليون نظامًا برلمانيًا في كومنويلث الدول واعتُمد رسميًا في عام 1958.
ترأس مارجاي وفد سيراليون في المؤتمرات الدستورية التي عُقدت مع سكرتير الشؤون الاستعمارية البريطانية إيان ماكلويد في لندن عام 1960. في 27 آبريل عام 1961، قاد ميلتون مارجاي سيراليون إلى الاستقلال عن المملكة المتحدة. أجرت الأمة أول انتخابات عامة في 27 مايو عام 1962 وانتُخب مارجاي أول رئيس للحكومة بفوز ساحق. فاز حزبه -الحزب الشعبي السيريالوني- بأغلبية المقاعد في البرلمان. سعى مارجاي بعد ذلك إلى معالجة الانقسامات بين المجموعات العرقية السيريالونية، إذ شعرت عدة مجموعات عرقية شمالية بأن تمثيلها ناقص في الحزب الشعبي السيريالوني. لتبديد مخاوفهم، عيّن مارجاي العديد من النخب من المجموعات العرقية الشمالية في مناصب وزارية رئيسية. مع ذلك، لم يخفف ذلك كثيرًا من الفقر في الشمال، مما أجبر الحزب على الانخراط في المحسوبيات من أجل تخفيف التوتر مع القيادات العرقية الشمالية.